# Kolilakkam
Kolilakkam es una película de acción y suspenso en malabar de 1981, escrita y dirigida por PN Sundaram y protagonizada por Jayan . La película fue un éxito de taquilla. La película es una nueva versión de la película hindi Waqt de 1965.

## Premisa
Tres hermanos, que fueron separados al nacer, enfrentan varias pruebas y tribulaciones cuando intentan hacer un esfuerzo para reunirse.

## Elenco
- Jayan
- Madhu
- Sukumaran
- M.G. Soman
- K. P. Ummer
- Balan K. Nair
- K. R. Vijaya
- Sumalatha
- M. N. Nambiar
- Sankaradi
- Sreelatha Namboothiri
- Kunjan
- Meena
- Ceylon Manohar
- K. P. A. C. Sunny
- P. K. Abraham
- T. P. Madhavan

## Producción
El 16 de noviembre de 1980, Jayan murió en un accidente en el set de Kolilakkam. La escena culminante de la película se filmó en Sholavaram, cerca de Chennai, Tamil Nadu. Jayan realizó una acrobacia que implicaba subirse a un helicóptero desde una motocicleta en movimiento. Jayan insistió en tomar otra toma porque no estaba satisfecho. Durante la toma, el piloto perdió el control y estrelló el helicóptero mientras Jayan estaba colgando debajo, lo que provocó su muerte.